# Nastri d'argento 1988
La 43ª edizione dei Nastri d'argento si è svolta il 23 luglio 1988 a Taormina.

## Vincitori e candidati
I vincitori sono indicati in grassetto, a seguire gli altri candidati.

### Regista del miglior film
- Bernardo Bertolucci - L'ultimo imperatore
- Carlo Verdone - Io e mia sorella
- Federico Fellini - Intervista

### Migliore regista esordiente
- Carlo Mazzacurati - Notte italiana
- Giuseppe Piccioni - Il grande Blek
- Daniele Luchetti - Domani accadrà

### Miglior produttore
- Angelo Barbagallo e Nanni Moretti

### Miglior soggetto originale
- Stefano Sudriè e Franco Amurri - Da grande

### Migliore sceneggiatura
- Massimo Troisi ed Anna Pavignano - Le vie del Signore sono finite
- Stefano Sudriè e Franco Amurri - Da grande

### Migliore attrice protagonista
- Ornella Muti - Io e mia sorella
- Stefania Sandrelli - Secondo Ponzio Pilato
- Valeria Golino - Paura e amore

### Migliore attore protagonista
- Marcello Mastroianni - Oci ciornie
- Renato Pozzetto - Da grande
- Carlo Verdone - Io e mia sorella

### Migliore attrice non protagonista
- Elena Sofia Ricci - Io e mia sorella
- Silvana Mangano - Oci ciornie
- Lina Sastri - La posta in gioco

### Migliore attore non protagonista
- Enzo Cannavale - 32 dicembre
- Omero Antonutti - Good morning Babilonia
- Sergio Castellitto - Paura e amore

### Migliore musica
- Ennio Morricone - The Untouchables - Gli intoccabili
- Pino Daniele - Le vie del Signore sono finite

### Migliore fotografia
- Vittorio Storaro - L'ultimo imperatore

### Migliore scenografia
- Ferdinando Scarfiotti - L'ultimo imperatore

### Migliori costumi
- Lina Nerli Taviani - Good Morning Babilonia

### Migliore montaggio
- Gabriella Cristiani - L'ultimo imperatore

### Migliore doppiaggio femminile
- Ludovica Modugno - per la voce di Cher in Stregata dalla luna

### Migliore doppiaggio maschile
- Giuseppe Rinaldi - per la voce di Peter O'Toole ne L'ultimo imperatore

### Migliore attrice straniera
- Stéphane Audran - Il pranzo di Babette
- Cher - Stregata dalla luna

### Migliore attore straniero
- Michael Douglas - Wall Street
- Bruno Ganz - Il cielo sopra Berlino

### Regista del miglior film straniero
- Louis Malle - Arrivederci ragazzi (Au revoir les enfants)
- Gabriel Axel - Il pranzo di Babette (Babettes gæstebud)

### Miglior cortometraggio
- L'arte del vetro di Luigi Di Gianni

### Miglior produttore di cortometraggi
- Ferzaco
- Corona Cinematografica